# John Chavez
John Chavez (født d. 24. maj 1979) er en amerikansk fribryder, bedst kendt fra Xtreme Pro Wrestling hvor han kæmpede med det kontroversielle (og komiske) navn, Hardcore Homo Angel. 

## Biografi
John Chavez er trænet af XPWs egen wrestlingskole. Han debuterede som manager til Kraq, men blev selv wrestler. Han skabte sig hurtigt et omdømme med vanvittige bumps.